# Time For Miracles
Time for Miracles là đĩa đơn thứ hai của Adam Lambert, sau No boundaries. Bài hát được phát hành ngày 16 tháng 11 năm 2009. Mặc dù là single đầu tiên sau American Idol, Time for miracles vẫn không được phát hành như single đầu tiên của Adam. Thay vào đó, bài hát tựa đề album, For your entertainment được phát hành. Time for miracles là bài hát cuối phim 2012. Phiên bản đầy đủ được phát hành ngày 17 tháng 11 năm 2009 trên Youtube và 20 tháng 11 năm 2009 với bản digital download.
Bài hát được viết thêm bởi Alain Johannes và đồng nghiệp Natasha Shneider, người đã chết vì ung thư năm 2008.

## Music Video
Music video được phát hành ngày 21/10 trên Myspace. Trong video, Adam bước đi một cách điềm tĩnh trước một cảnh tượng thảm khốc. như trong phim 2012. Cảnh trong phim và clip được edit chung.
Một phiên bản video khác trên Youtube không nhiều hình ảnh Adam Lambert mà tập trung vào cảnh nậhn vật chính thoát khỏi thảm hoạ ở Los Angeles, California.

## Vị trí trên các bảng xếp hạng
Trên bảng xếp hạng tuần kết thúc ngày 7 tháng 11 năm 2009, "Time for Miracles" đứng thứ 50 trên Billboard Hot 100. Ở Mỹ, Bài hát bán ra 98,000 bản digital download.
| Bảng xếp hạng (2009)   | vị trí |
| ---------------------- | ------ |
| U.S. Billboard Hot 100 | 50     |
| Canadian Hot 100       | 26     |